# ليندا كاتلن سميث
ليندا كاتلن سميث (بالإنجليزية: Linda Catlin Smith)‏ هي ملحنة أمريكية، ولدت في 1957.

## وصلات خارجية
- الموقع الرسمي
- ليندا كاتلن سميث على موقع IMDb (الإنجليزية)
- ليندا كاتلن سميث على موقع ميوزك برينز (الإنجليزية)
- ليندا كاتلن سميث على موقع أول ميوزيك (الإنجليزية)
- ليندا كاتلن سميث على موقع ديسكوغز (الإنجليزية)